# Impatiens thorelii
Impatiens thorelii är en balsaminväxtart som beskrevs av Joseph Dalton Hooker. Impatiens thorelii ingår i släktet balsaminer, och familjen balsaminväxter. Inga underarter finns listade i Catalogue of Life.